# Conseil comarqual
Un Conseil comarcal (en espagnol : Consejo comarcal, en catalan : Consell comarcal) est un organe administratif de niveau comarcal créé dans certaines communautés autonomes en Espagne. Il constitue un organe politique de représentation d'une comarque et est doté de plusieurs compétences en fonction des législations des communautés autonomes concernées.

## Présentation
On trouve des conseils comarquaux en Catalogne, en Aragon et en Castille-et-León, où une comarque, la comarque du Bierzo, est dotée d'un tel conseil. Des conseils du même type appelés juntas de cuadrillas existent également en Alava dans la communauté autonome du Pays basque.
Dans la Communauté valencienne, il avait également été envisagé de créer des conseils comarquaux, mais ce projet n'a pas été mené à terme.